# Amastus orosiana
Amastus orosiana là một loài bướm đêm thuộc phân họ Arctiinae, họ Erebidae.